# Cullen Jones
Cullen Jones (* 29. Februar 1984 in Bronx, New York) ist ein ehemaliger US-amerikanischer Freistil-Schwimmer und Olympiasieger (2008).

## Werdegang
Jones wurde von David Marsh beim Mecklenburg Aquatic Club in Charlotte, North Carolina, trainiert. In der internationalen Schwimmszene ist er 2006 bei den Pan Pacific Championships in Victoria das erste Mal in Erscheinung getreten. Er studierte an der North Carolina State University Anglistik und Psychologie. Im Sommer 2006 unterschrieb er einen Werbevertrag bei Nike und wurde damit Profischwimmer.
Bei den Pan Pacific Championships 2006 stellte er einen Meetingrekord über 50 m Freistil auf. Außerdem war er Teil der erfolgreichen 4 × 100-m-Freistilstaffel (mit Michael Phelps, Jason Lezak und Neil Walker) die mit neuem Weltrekord gewann. Nur ein Jahr später gewann er mit denselben Teamkollegen und über die gleiche Distanz die Goldmedaille bei den Schwimmweltmeisterschaften 2007 in Melbourne.
Jones ist der erste Afroamerikaner, der einen Schwimmweltrekord (4 × 100-m-Freistilstaffel) aufstellte. Außerdem war er der erst zweite Afroamerikaner, der nach Anthony Ervin Teil einer US-amerikanischen Schwimmolympiamannschaft ist. Bei den Olympiatrials der USA 2008, brach Jones den Amerikarekord über die 50-m-Freistildistanz, der ihm allerdings schon am nächsten Tag von Garret Weber-Gale wieder abgenommen wurde.
Mit der 4 × 100-m-Freistilstaffel gewann Jones bei den Olympischen Sommerspiele 2008 in Peking die Goldmedaille. Vier Jahre später bei den Olympischen Sommerspielen in London gewann er je zwei Silbermedaillen über 50 m Freistil und mit der 4 × 100-m-Freistilstaffel.

## Rekorde

### Persönliche Bestleistungen

#### Langbahn
- 50 m Freistil – 0:21,59 min
- 100 m Freistil – 0:48,35 min

#### Kurzbahn
- 50 m Freistil – 0:21,31 min
- 100 m Freistil – 0:49,29 min

### Internationale Rekorde
| Weltrekorde (1)                                       | Weltrekorde (1) | Weltrekorde (1) | Weltrekorde (1) |
| ----------------------------------------------------- | --------------- | --------------- | --------------- |
| 4 × 100 m Freistil (mit Weber-Gale, Lezak und Phelps) | 03:08,24 min    | 11. August 2008 | Peking          |
| (Stand: 7. August 2010)                               |                 |                 |                 |